# داگتاون، شهرستان گلن، کالیفرنیا
داگتاون (به انگلیسی: Dogtown) یک منطقهٔ مسکونی در ایالات متحده آمریکا است که در شهرستان گلن، کالیفرنیا واقع شده‌است. داگتاون ۱٬۴۹۳ متر بالاتر از سطح دریا واقع شده‌است.